# Touahria
Touahria là một đô thị thuộc tỉnh Mostaganem, Algérie. Dân số thời điểm năm 2002 là 6.674 người.